# Хама-Центр
Хама-Центр (араб. ناحية مركز حماة‎‎) — нохія у Сирії, що входить до складу району Хама провінції Хама. Адміністративний центр — м. Хама.
| Сирія | Це незавершена стаття з географії Сирії. Ви можете допомогти проєкту, виправивши або дописавши її. |